# Дячун Теодор Григорович
Теодо́р Григо́рович Дячу́н (20 березня 1927, Стегниківці — 24 травня 2021, Біла Церква) — керівник Білоцерківської станиці братства ОУН-УПА ім. Василя Якуб'яка Київського крайового братства ОУН-УПА, комбатант Української повстанської армії.

## Біографія
Народився 20 березня 1927-го у селі Стегниківці на Тернопільщині. Батько Григорій Дячун був секретарем «Просвіти» й головою об'єднання селян «Сільський господар». Мама Євдокія — активісткою «Союзу Українок».
Закінчив сім класів школи. У 14 років у 1941 році пішов у підпілля, після того як побачив трупи 1,2 тисячі в'язнів Тернопільської тюрми, яких розстріляло НКВС, серед них було двоє дядьків  Теодора Дячуна — Гнат і Іван. Півроку проходив юнацький вишкіл ОУН-УПА.
20 травня 1945 року Теодора Дячуна офіційно прийняли в Організацію українських націоналістів. Перед шістьма командирами і капеланом він прочитав декалог і спеціальну молитву. Отримав псевдо «Голуб», бо часто посилали носити листи. Зразу ж призначили керівником групи із забезпечення повстанців продовольством і зброєю.
З 1945 року офіційно воював у лавах Української повстанської армії. Очолював групу зі здобування набоїв і провіанту.
За два роки почалася операція «Червона мітла», під час якої НКВДисти чистили галицькі села від учасників національно-визвольного руху. Через це змушений був легалізуватися. Влаштувався на роботу в дорожню службу. Вдень із хлопцями засипали ями на дорогах, а вночі виконували завдання районних провідників.
У 1949 році був арештований на явочній квартирі. За рік засудили до розстрілу. Вирок змінили на 25 років каторги і п'ять років таборів. Покарання відбував у Омській тюрмі та спецтаборі «Екібастуз-вугілля» у Казахстані. 1956-го, під час хрущовської відлиги, вирок скоротили вдвічі. Виконував норму на 130 відсотків — день рахували за три.
Після смерті Сталіна звільнений, з 1964 року проживав в Джезказгані — там жила двоюрідна сестра, приїхала до висланого чоловіка. Довгі роки працював на шахті, раз в тиждень приходив відмічатися до відділення міліції. З 1978 року проживає у Білій Церкві на Київщині разом з дружиною Лідією. 31 серпня 2017 року Білоцерківська міська рада визнала Теодора Дячуна Почесним громадянином Білої Церкви.
Брав участь у подіях Революції Гідності, регулярно чергував на Майдані. Неодноразово їздив на східний фронт підтримати вояків батальйону «Київська Русь».
Із пенсії постійно жертвував кошти на допомогу Збройним силам України.
Помер 24 травня 2021 року в місті Біла Церква після важкої хвороби.

## Нагороди та вшанування
- Орден «За заслуги» III ст. (26 листопада 2005) — за вагомий особистий внесок у національне та державне відродження України, самовідданість у боротьбі за утвердження ідеалів свободи і незалежності, активну громадську діяльність[3]
- Відзнака Президента України — Хрест Івана Мазепи (24 серпня 2017) — за значний особистий внесок у державне будівництво, соціально-економічний, науково-технічний, культурно-освітній розвиток України, вагомі трудові здобутки та високий професіоналізм[4]
- годинник від Голови Верховної Ради України
- відзнака «За заслуги перед Київщиною» Київської обласної ради (вересень 2016)
- Почесний громадянин Білої Церкви (від 31 серпня 2017 року[5]).
- 28 липня 2022 р. у місті Біла Церква Київської обл. вулицю Нестерова перейменували на вулицю Теодора Дячуна.